# Estación Rodoviária (Metro de Belo Horizonte)
La Estación Rodoviária es un proyecto de la Línea 1 del Metro de Belo Horizonte. Consiste en la implantación de una Estación de Metro integrada a la nueva terminal de autobuses de Belo Horizonte, en las proximidades del barrio Calafate.

## Historia
La Prefectura de Belo Horizonte, en 2005, lanzó el proyecto de transferir la terminal de autobuses de la ciudad del Centro a otra región, reduciendo el flujo de vehículos, autobuses y personas en el entorno de la Av. Contorno, Santos Dumont y Afonso Pena. El lugar escogido fue el barrio Calafate, y para una mayor accesibilidad al lugar, la CBTU creó el proyecto de una Estación de la Línea 1 del Metro de Belo Horizonte que sería integrada a la nueva terminal. Además de esto, la nueva Terminal resultaría beneficiada del Ramal Calafate - Barreiro de la Línea 2 del Metro de Belo Horizonte, que sería implantado.

## Actualmente
En 2009, la Prefectura decidió cambiar el lugar de construcción de la Nueva terminal de Belo Horizonte al barrio São Gabriel, en la región noreste. La alegación de la prefectura es que el lugar anteriormente escogido ya estaba con movilidad saturada y la implantación de una terminal de transporte en el lugar aumentaría los problemas de tránsito y transporte de la región. El lugar escogido presenta una movilidad urbana mayor y es más accesible al Anillo de transporte, que da acceso y salida de Belo Horizonte a otras regiones del estado. El actual proyecto, en el barrio Calafate no tiene previsión de conclusión, y probablemente será cancelado.
- Datos: Q10276103